# Włośnianka mlecznokawowa
Włośnianka mlecznokawowa (Hebeloma magnimamma (Fr.) P. Karst.) – gatunek grzybów należący do rodziny pierścieniakowatych (Strophariaceae).

## Systematyka i nazewnictwo
Pozycja w klasyfikacji według Index Fungorum: Hebeloma, Strophariaceae, Agaricales, Agaricomycetidae, Agaricomycetes, Agaricomycotina, Basidiomycota, Fungi.
Po raz pierwszy opisał go w 1863 r. Elias Fries, nadając mu nazwę Agaricus magnimamma. W Szwecji przechowywany jest holotyp. W 1879 r. Petter Adolf Karsten przeniósł ten gatunek do rodzaju Hebeloma. Synonim: Hebelomatis magnimamma (Fr.) Locq. 1979. Według Index Fungorum jest to takson niepewny. Polską nazwę nadał Władysław Wojewoda w 2003 r.

## Morfologia
Kapelusz
O szerokości 1,3 cm, płasko-wypukły z wyraźnym garbkiem, bez kłaczkowatej osłony, początkowo ceglasty, całkowicie gładki, następnie blady, przechodzący w żółtawy. Jest słabo higrofaniczny.
Blaszki
Tępo przyrośnięte, półdziurkowane, gęste, o szerokości 2,5 mm, bladobrązowe, a następnie rdzawobrązowe.
Trzon
Początkowo pełny, ostatecznie pusty, włóknisty, o wysokości 2,5 cm, rzadziej dłuższy, grubości 2,5 mm, równy, ale czasami powyginany. Powierzchnia naga, gładka, bez wyraźnej osłony, matowożółta, blada
Miąższ
Biały, stosunkowo mięsisty w środku kapelusza, cienki ku brzegowi.
Komentarz
Biorąc pod uwagę niewielki wzrost i brak osłony, opisany przez E. Friesa gatunek prawie na pewno należy do Hebeloma sect. Denudata i prawdopodobnie jest to Hebeloma luteicystidiatum lub Hebeloma pusillum. Jednak bez dodatkowych informacji nie można jednoznacznie zinterpretować tego taksonu.

## Występowanie i siedlisko
W Polsce stanowiska tego gatunku podała Izabela Kałucka w 1995 r. w Jodłach Łaskich.
Naziemny grzyb mykoryzowy występujący w lasach.